# Georges Henri (stație de premetrou din Bruxelles)
George Henri este o stație a premetroului din Bruxelles situată în comuna Woluwe-Saint-Lambert din Regiunea Capitalei Bruxelles. Stația este poziționată sub Bulevardul Brand Whitlock, la intersecția acestuia cu Strada George Henri, și poartă numele acesteia din urmă.

## Istoric
Stația George Henri a fost deschisă pe 30 ianuarie 1975 și face parte din axa Centura Mare (anterior numită Linia 5) a Metroului din Bruxelles. Prin stație circulă tramvaiele liniilor 7 și 25.

## Caracteristici
Stația are două linii și două peroane, dispuse de o parte și de alta a liniilor.
Precum în majoritatea stațiilor de metrou din Bruxelles, la intrarea în stație este expusă o lucrare de artă intitulată „t Is de wind” (în română Acesta e vântul) și semnată de ceramistul flamand Pieter Stockmans.

## Linii de tramvai ale STIB în premetrou
- 7 Heysel - Vanderkindere
- 25 Rogier - Gara Boondael / Boondaal

## Legături

### Linii de autobuz ale STIB
- 27 Andromède / Andromeda - Gare du Midi / Zuidstation
- 28 Konkel - Brabançonne
- 80 Maes - Porte de Namur / Naamsepoort

## Locuri importante în proximitatea stației
- Biblioteca publică din Woluwe-Saint-Lambert
- Școala parohială Saint-Henri / Sint-Hendriks